# Liste der denkmalgeschützten Objekte in Röthis
Die Liste der denkmalgeschützten Objekte in Röthis enthält die 8 denkmalgeschützten, unbeweglichen Objekte der Gemeinde Röthis.

## Denkmäler
| Foto |                 | Denkmal                                                             | Standort                              | Beschreibung | Metadaten |
| ---- | --------------- | ------------------------------------------------------------------- | ------------------------------------- | --- | --- |
| ja   | Datei hochladen | Johann Mark Lohn- und Handelsmühle HERIS-ID: 82583 Objekt-ID: 96418 | Badstraße 3 Standort KG: Röthis       | | BDA-Hist.: Q38178880 Status: Bescheid Stand der BDA-Liste: 2025-06-30 Name: Johann Mark Lohn- und Handelsmühle GstNr.: .127                     |
| ja   | Datei hochladen | Kath. Pfarrkirche hl. Martin HERIS-ID: 56387 Objekt-ID: 65785       | Bruchatgasse 2 Standort KG: Röthis    | Urkundlich wurde 882 eine „ecclesia S. Martini in villa rautena“ als Eigenkirche des Königshofs. 885 ging die Kirche als Besitz zum Kloster St. Gallen. Die Pfarre war wahrscheinlich seit dem 9. Jahrhundert selbständig. 1476 erfolgte ein Neubau, welcher 1477 geweiht wurde. Die Kirche wurde 1657 erweitert, 1740 renoviert. Von 1951 bis 1968 erfolgten Erweiterungen und eine Neugestaltung des Inneren. Archäologische Untersuchungen erfolgten von 1968 bis 1982. | BDA-Hist.: Q27704287 Status: § 2a Stand der BDA-Liste: 2025-06-30 Name: Kath. Pfarrkirche hl. Martin GstNr.: .1 Pfarrkirche St. Martin (Röthis) |
| ja   | Datei hochladen | Wohnhaus, Notzerhof HERIS-ID: 33537 Objekt-ID: 31132                | Königshofweg 1 Standort KG: Röthis    | Das zweigeschoßige, im unteren Teil gemauerte Wohnhaus mit zum Tal gekehrter Stirnseite stammt im Kern vermutlich aus dem 16. Jahrhundert. | BDA-Hist.: Q37952647 Status: Bescheid Stand der BDA-Liste: 2025-06-30 Name: Wohnhaus, Notzerhof GstNr.: .100                                    |
| ja   | Datei hochladen | Pfarrhof HERIS-ID: 56302 Objekt-ID: 65528                           | Rautenastraße 36 Standort KG: Röthis  | Der zweigeschoßige Pfarrhof mit Satteldach geht im Kern vermutlich in das 17. Jahrhundert zurück. | BDA-Hist.: Q38071220 Status: § 2a Stand der BDA-Liste: 2025-06-30 Name: Pfarrhof GstNr.: .92                                                    |
| ja   | Datei hochladen | Pfarrheim HERIS-ID: 82584 Objekt-ID: 96419                          | Rautenastraße 38 Standort KG: Röthis  | Der Pfarrsaal befindet sich in einem Fachwerkgebäude aus dem 19. Jahrhundert. | BDA-Hist.: Q38178889 Status: § 2a Stand der BDA-Liste: 2025-06-30 Name: Pfarrheim GstNr.: .93                                                   |
| ja   | Datei hochladen | Doppelwohnhaus HERIS-ID: 33540 Objekt-ID: 31135                     | Rautenastraße 61 Standort KG: Röthis  | Das Wohnhaus mit hohem gemauertem Erdgeschoßsockel sowie einem Obergeschoß in Blockbauweise stammt im Kern vermutlich aus dem 16. Jahrhundert. | BDA-Hist.: Q37952655 Status: Bescheid Stand der BDA-Liste: 2025-06-30 Name: Doppelwohnhaus GstNr.: 85/2, 85/1                                   |
| ja   | Datei hochladen | Gemeindeamt, Röthner Schlößchen HERIS-ID: 33541 Objekt-ID: 31136    | Schlößlestraße 31 Standort KG: Röthis | Das Röthner Schlösschen wurde im 15./16. Jahrhundert errichtet. Bereits vom Verfall bedroht, wurde es um 1980 von der Gemeinde erworben und grundlegend saniert. | BDA-Hist.: Q37952666 Status: Bescheid Stand der BDA-Liste: 2025-06-30 Name: Gemeindeamt, Röthner Schlößchen GstNr.: .120 Gemeindeamt Röthis     |
| ja   | Datei hochladen | Volksschule HERIS-ID: 56303 Objekt-ID: 65529                        | Schulgasse 15 Standort KG: Röthis     | Das stattliche zweigeschoßige Gebäude der Volksschule wurde 1908 errichtet. | BDA-Hist.: Q38071229 Status: § 2a Stand der BDA-Liste: 2025-06-30 Name: Volksschule GstNr.: .170 Volksschule Röthis                             |